# Butan (država)
Butan (Dzongkha འབྲུག་ཡུལ Dru Ü, ʈʂɦu yː) uradno Kraljevina Butan, je mala gorska država v južni Aziji v himalajskem pogorju med Indijo na jugu, vzhodu, zahodu in Kitajsko na severu. Na zahodu jo ločuje od Nepála indijska zvezna država Sikim; proti jugu jo od Bangladeša ločujeta indijski zvezni državi Asam in Zahodna Bengalija. Največje butansko mesto, ki je tudi glavno mesto, je Thimphu.
Ime države, Druk Yul, pomeni '»dežela grmečega zmaja', saj za grom tam pravijo, da je zvok renčanja zmajev. Vodja države Kraljevine Butan se imenuje Druk Gjalpo (dzongkha: འབྲུག་རྒྱལ་པོ་ ), dobesedno druk – zmajski ali 'kralj Butana'.
Butan je prva država na svetu, ki je namesto bruto domačega proizvoda (BDP), kot merilo napredka uvedla bruto dodano srečo (BDS). Bloomberg Businessweek je, na osnovi globalne primerjave leta 2006, Butan uvrstil med najsrečnejše države v Aziji oziroma kot osmo najsrečnejšo državo na svetu. Leta 2016 pa je World Happiness Report, ki ga objavljajo Združeni narodi, uvrstil Butan kot 84. najsrečnejšo državo.
Butan ima zelo raznoliko pokrajino in podnebje, saj ima na jugu subtropske ravnine, na severu pa Himalajsko pogorje, kjer nekateri vrhovi presegajo 7000 m nadmorske višine. Država se razprostira na okoli 46.500 km² leta 1997 ali 38.394 km² leta 2002. Državna religija v Butanu je Vadžrajana budizem. Po oceni iz leta 2015 šteje cca 770 tisoč prebivalcev, ki so večinsko Budisti. Hinduizem je druga največja religija.
Z vidika politične ureditve je Butan naredil leta 2008 pomembno spremembno od absolutistične monarhije k ustavni monarhiji in izvedel prve večstrankarske parlamentarne volitve. Poleg tega da je Butan član Združenih narodov, je tudi član Južnoazijskega združenja za regionalno sodelovanje (South Asian Association for Regional Cooperation - SAARC), tako da je aprila 2010 gostil 16. vrh SAARC.

## Zgodovina
Kamnito orodje, orožje, sloni in ostanki velikih kamnitih struktur dokazujejo, da je bil Butan poseljen že 2000 let pr. n. št. Zgodovinarji postavljajo tezo, da je država Lhomon (pomensko, 'južni mrak'), ali Monyul ('Temna dežela', v povezavi z Monpaji, domorodnim ljudstvom Butana) verjetno obstajala v obdobju med 500 pr. n. št. in 600 n. št. Imena Lhomon Tsendenjong (dežela sandalovine) in Lhomon Khashi ali Južni Mon (dežela štirih pristopov), so bila najdena v starih Butanskih in Tibetanskih kronikah.
Budizem se je v Butanu prvič pojavil v 7. stoletju. Tibetanski kralj Songcen Gampo (vladal 627–649), spreobrnjenec v budizem, ki je dejansko razširil svoj imperij na Sikim in Butan, je ukazal izgradnjo dveh budističnih templjev  pri Bumtangu v osrednjem Butanu in v Kjiču (blizu Para) v dolini Paro. Budizem se je širil po letu 746 v času vladavine kralja Sindhu Rāja (tudi Künjom; Sendha Gjab; Čakar Gjalpo), izgnan indijski kralj, ki je ustanovil vladavino v Bumtangu pri palači Čakar Guto.:35 
Velik del zgodnje butanske zgodovine je dokaj nejasen, saj je bila večina zapisov uničena v požaru, ki je leta 1827 opustošil starodavno prestolnico Punakha. Do 10. stoletja je bil politični razvoj Butana močno pod vplivom njegove verske zgodovine. Razvile so se različne podsekte budizma, ki so jih podpirali različni mongolski vojaški poveljniki. Po padcu dinastije Yuan v 14. stoletju, so se ti vojaški poveljniki bojevali med seboj za prevlado na političnem in verskem področju, kar je sčasoma do 16. stoletja vodilo k prevladi Sekte Drukpa (sekta Rdečih kap). 
Do zgodnjega 17. stoletja je Butan predstavljal mozaik manjših sprtih fevdov, dokler jih ni združil tibetanski lama in vojaški voditelj Ngavang Namgjal, ki je pred verskim preganjanjem pobegnil iz Tibeta. Za obrambo dežele pred ponavljajočimi vpadi Tibetancev je Namgjal zgradil mrežo neprepustnih dzongov ali trdnjav in razglasil zakonik Tsa Yig kar je pomagalo, da je lokalne oblastnike podredil centralni kontroli. Mnogo teh trdnjav še vedno obstaja in so aktivni verski centri in centri regijskega upravljanja. Portugalska jezuita Estêvão Cacella in João Cabral sta bila prva dokumentirana obiskovalca Butana iz Evrope na njuni poti v Tibet. Srečala sta šabdrunga Ngavang Namgjala, mu predstavila strelno orožje, smodnik in teleskop ter mu ponudila usluge pri njegovi vojni proti Tibetu, vendar je ta slednje odklonil. Po osemmesečnem postanku je Cacella pisal dolgo pismo iz samostana Čeri (Chagri), v katerem poroča o svojem potovanju. To je redek dokument, ki poroča o šabdrungu (je bil naslov, ki se je uporabljal pri sklicevanju na velike lame v Tibetu).
Potem ko je Ngavang Namgjal umrl leta 1651, so dejstvo o njegovi smrti tajili celih 54 let. Po njegovi smrti leta 1651 je Butan sledil njegovi želji po »dualnem sistemu vladavine«. To je pomenilo delitev vladavine na civilnega administrativnega vodjo, Druk Desija ali Deb Raja in verskega vodjo, Je Khenpo. Po tem obdobju konsolidacije je Butan spet zašel v notranje spore in dejanski in formalni vladarji Butana so se hitro menjavali.  
Leta 1711 je Butan šel v vojno proti Mogulskemu imperiju in njihovemu Subedarju, ki je na jugu ponovno ustanovil kraljevino Kuč Behar. Po kaosu, ki je nastopil, je Tibet leta 1714 neuspešno napadel Butan.
V 18. stoletju je Butan napadel in zasedel kraljevino Kuč Behar na jugu. Leta  1772 je Kuč Behar pozval Britansko vzhodnoindijsko družbo naj mu pomaga in izgnal Butance ter kasneje leta 1774 sam napadel Butan. Po mirovnem sporazumu je moral Butan pristati na vrnitev meje pred letom 1730. Sklenjen mir je bil v naslednjih sto letih potem večkrat kršen, ko je občasno prihajalo do spopadov na meji z Britanci. Spopadi so privedli do Duarske vojne (1864–65), spopad za kontrolo področja Duars. Po zgubljeni vojni je Butan z Britanci podpisal sporazum v mestu Sinčula. Kot del vojne odškodnine so Britaniji odstopili Duars in v zameno dobili rento 50.000 Rs. Sporazum je končal sovražnosti med Britansko Indijo in Butanom.
Leta 1870 je prišlo do državljanske vojne med rivalskima dolinama Paro in Trongsa, ki je omogočila vzpon Ugjena Vangčuka, guvernerja (penlop) iz Tongsaja. Iz svoje močne baze v centralnem Butanu je Ugjen Vangčuk porazil svoje politične sovražnike in v letih 1882–85 po več državljanskih vojnah in uporih, združil deželo.
Pomembna prelomnica za Butan je leto 1907, ko je bil Ugjen Vangčuk soglasno izbran za dednega kralja dežele na skupščini vodilnih budističnih menihov, vladnih uradnikov in vodij pomembnih družin. Britanska vlada je novo monarhijo takoj priznala in 1910 z njo podpisala pogodbo iz Punake, o subsidiarnem zavezništvu, ki je Britancem prinesla kontrolo nad butansko zunanjo politiko, kar je pomenilo, da je bil Butan obravnavan kot indijska kneževina. To ni imelo pravega učinka, saj je Butan zgodovinsko zadržan do sosedov, kakor tudi ni vplivalo na odnose s Tibetom. Ko je nova Indijska unija 15. avgusta 1947 postala neodvisna od Združenega kraljestva, je bil Butan med prvimi, ki je priznal Indijo. Leta 1949 je bila podpisana pogodba, podobno kot leta 1910, po kateri je namesto Velike Britanije kontrolo nad zunanjimi odnosi dobila Indija.
Kralj Džigme Dordži Vangčuk je leta 1953 vzpostavil zakonodajni organ države – 130-člansko nacionalno skupščino. Nato je leta 1965 ustanovil kraljevi posvetovalni svet in leta 1968 uvedel vlado. Butan je leta 1971 postal član Združenih narodov. Leta 1972, je Džigme Singdže Vangčuk pri svojih šestnajstih letih na prestolu nasledil umrlega očeta Dordži Vangčuka.
6. novembra 2008 je bil 28-letni Džigme Kesar Namgjel Vangčuk, najstarejši sin kralja Džigme Singdže Vangčuka, okronan za kralja.

## Geografija
Butan leži na južnih pobočjih vzhodnega dela Himalaje, med Tibetansko avtonomno regijo in severno od indijskih držav Sikim, Zahodna Bengalija, Asam in Arunačal Pradeš. Leži med zemljepisno širino 26 ° S in 29 ° S, ter dolžino 88 ° V in 93 ° V. Zemljišče je sestavljeno predvsem iz strmih in visokih gora, ki jih križa mreža hitrih rek, ki tvorijo globoke doline, preden se izlivajo na indijske ravnice. Nadmorska višina se dviga od 200 m ob južnem vznožju do več kot 7000 m. Ta velika geografska raznolikost v kombinaciji z enako raznolikimi podnebnimi razmerami prispeva k izredni biotski raznovrstnosti in ekosistemom Butana.
Severna regija Butana je sestavljena iz loka vzhodnega himalajskega alpskega grmičevja in travnikov, ki segajo do ledeniških gorskih vrhov z izredno mrzlim podnebjem na najvišjih vzpetinah. Večina vrhov na severu je nad 7000 m nad morsko gladino; najvišja točka v Butanu je Gangkhar Puensum s 7570 m, ki ima lastnost, da je najvišja nepreplezana gora na svetu.  Najnižja točka, na 98 m v dolini eke Drangme Čhu, kjer reka prečka mejo z Indijo. Vode, ki jih napajajo snežne reke v gorskih dolinah na tem območju vsebujejo pašnike za živino, za katero skrbi redka populacija pastirjev nomadov.
Pogorje Črne gore v osrednji regiji Butana tvorijo prelomnico med dvema glavnima rečnima sistemoma: Mo Ču (Mo Chhu) in Drangme  Ču (Drangme Chhu). Vrhovi v Črnih gorah se gibljejo med 1500 in 4925 m nad morsko gladino, hitro tekoče reke pa so v nižjih gorskih območjih izrezale globoke soteske. Gozdovi osrednjih butanskih gora sestavljajo vzhodno himalajske subalpske gozdove iglavcev v višjih legah in vzhodne himalajske širokolistne gozdove na nižjih vzpetinah. Gozdovi osrednje regije zagotavljajo večino butanske lesne proizvodnje. Torsa, Raidak, Sankoš in Manas so glavne reke Butana, ki tečejo skozi to regijo. Večina prebivalstva živi v osrednjih višavjih.
Na jugu je hribovje Šivalik (Shiwalik, tudi pogorje Churia) pokrito z gostimi himalajskimi subtropskimi listnatimi gozdovi, aluvialne nižinske doline in gore do okoli 1500 m nad morsko gladino. Podnožje se spušča v subtropsko ravnico Duars. Večina Duarsa leži v Indiji, a se 10 do 15 km širok pas razširi v Butan. Butanski Duars je razdeljen na dva dela: severni in južni Duars.
Severni Duars, ki se naslanja na vznožje Himalaje, ima razgiban teren in suho, porozno zemljo z gosto vegetacijo in je bogata z divjadjo. Južni Duars ima zmerno rodovitno zemljo, težko savansko travo, gosto, mešano džunglo in sladkovodne izvire. Gorske reke, ki se hranijo s taljenjem snega ali monsunskim dežjem, se zlivajo v reko Bramaputro v Indiji. Podatki, ki jih je objavilo ministrstvo za kmetijstvo, so pokazali, da je država pokrita z gozdovi na 64 % površine.
- Pokrajina Butana
- Gangkar Puensu, najvišja gora v Butanu
- Subalpinska himalajska pokrajina
- Himalajski vrhovi nad Bumthangom
- Narodni park Džigme Dordži
- Dolina Haa v zahodnem Butanu

### Podnebje
Podnebje v Butanu je odvisno od višine, od subtropskega na jugu do zmernega v višavju in polarnega podnebja, s celoletnim snegom na severu. Butan doživlja pet različnih letnih časov: poletje, monsun, jesen, zimo in pomlad. Zahodni Butan ima močnejše monsunsko deževje, južni Butan ima vroče vlažno poletje in hladne zime, srednji in vzhodni Butan je zmeren in suh kot zahod, s toplimi poletji in hladnimi zimami.

## Biodiverziteta
Butan je podpisal Konvencijo iz Ria o biološki raznovrstnosti 11. junija 1992 in postal pogodbenica konvencije 25. avgusta 1995. Pozneje je pripravil nacionalno strategijo in akcijski načrt za biotsko raznovrstnost z dvema revizijama, zadnjo od teh pa je konvencija prejela 4. februarja 2010.

### Živalstvo
Butan je bogat s primati, z redkimi vrstami, kot je zlati langur (Trachypithecus geei).  Zabeležena je bil tudi različen asemski makak, ki ga nekateri organi obravnavajo kot novo vrsto, Macaca munzala. 
Bengalski tiger, dimasti leopard (Neofelis nebulosa), zajec Caprolagus hispidus in medved šobar (Melursus ursinus) živijo v bujnih tropskih nižinah in gozdovih trdega lesa na jugu. V zmernih pasovih so v mešanih iglavcih, širokolistnih in borovih gozdovih prisotni sivi langur, tiger, himalajski goral in himalajski tar. Plodonosna drevesa in bambus zagotavljajo bivališče za himalajskega črnega medveda (Ursus thibetanus laniger), mačjega pando (Ailurus fulgens), veverico, jelena (Rusa unicolor), divjega prašiča in indijskega muntjaka (Muntiacus). Alpski habitati velikega himalajskega območja na severu so dom snežnega leoparda, modre ovce, svizca, tibetanskega volka, antilope, himalajskega mošusnega jelena in takina, butanske nacionalne živali. Ogroženi divji vodni bivoli se pojavljajo v južnem Butanu, čeprav v majhnem številu. 
V Butanu je bilo zabeleženih več kot 770 vrst ptic. Svetovno ogrožena belokrila raca (Asarcornis scutulata) je bila nedavno dodana na seznam ptičev Butana. 

### Rastlinstvo
Več kot 5400 vrst rastlin najdemo v Butanu. Glive so ključni del butanskih ekosistemov, pri čemer mikorizne vrste zagotavljajo gozdna drevesa z mineralnimi hranili, ki so potrebna za rast in z razpadajočimi vrstami lesa in gnojili igrajo pomembno vlogo pri naravnem recikliranju.

### Zaščita
Vzhodna Himalaja je bila prepoznana kot svetovna žariščna točka biotske raznovrstnosti in je bila v celoviti analizi svetovne biotske raznovrstnosti, ki jo je med letoma 1995 in 1997 začel WWF, uvrščena med 234 svetovno izjemnih ekoregij sveta.
Po mnenju švicarske Mednarodne zveze za ohranjanje narave se Butan obravnava kot model za proaktivne ohranitvene pobude. Kraljevina je prejela mednarodno priznanje za svojo zavezanost ohranjanju svoje biotske raznovrstnosti. To se odraža v odločitvi, da se ohrani vsaj 60 % zemljišča pod gozdnimi površinami in da se določi več kot 40 % ozemlja kot narodni park, rezervat in drugo zavarovano območje, nazadnje pa tudi opredelitev nadaljnjih 9 % kopnega kot koridorje biotske raznovrstnosti, ki povezujejo zavarovana območja. Vsa Butanska zaščitena zemljišča so med seboj povezana prek obsežne mreže bioloških koridorjev, ki živalim omogočajo prosto selitev po vsej državi.  Ohranjanje okolja je postavljeno v središče nacionalne razvojne strategije. Ne obravnava se kot sektor, ampak kot skupek vprašanj, ki jih je treba vključiti v splošni pristop Butana k razvojnemu načrtovanju in ga podpreti z zakonodajno močjo. Ustava države omenja okoljske standarde na več področjih. 

### Okoljski problemi
Čeprav je naravna dediščina Butana še vedno precej nedotaknjena, se je vlada izrekla, da je ni mogoče sprejeti kot samoumevno in da je treba ohranjanje naravnega okolja obravnavati kot enega od izzivov, ki jih bo treba obravnavati v prihodnjih letih. Skoraj 56,3 % vseh Butancev je povezanih s kmetijstvom, gozdarstvom ali ohranjanjem. Vlada si prizadeva spodbujati ohranjanje kot del svojega načrta za usmerjanje bruto nacionalne sreče. Trenutno ima neto nič emisij toplogrednih plinov, ker majhno količino onesnaževanja, ki ga povzroča, absorbirajo gozdovi, ki pokrivajo večino države.  Medtem ko celotna država skupaj proizvede 2,2 milijona ton ogljikovega dioksida letno, ogromen gozd, ki trenutno zajema 72 % države, deluje kot ponor ogljika, ki vsako leto absorbira več kot štiri milijone ton ogljikovega dioksida.
Butan ima številne napredne okoljske politike, ki so povzročile, da jo je vodja UNFCCC imenoval »navdih in vzor za svet o tem, kako lahko gospodarstva in različne države obravnavajo podnebne spremembe, hkrati pa izboljšajo življenje državljanov«.  Na primer, električni avtomobili so bili uvedeni v državi in od leta 2014 predstavljajo desetino vseh avtomobilov. Ker država večino energije pridobiva iz hidroelektrarn, ne oddaja pomembnih toplogrednih plinov za proizvodnjo energije.
Pritiski na naravno okolje so že vidni. To so pritiski prebivalstva, posodobitev kmetijstva, divji lov, razvoj hidroenergije, pridobivanje rudnin, industrializacija, urbanizacija, odvajanje odpadkov in odplak, turizem, konkurenca za razpoložljiva zemljišča, gradnja cest in zagotavljanje druge fizične infrastrukture, povezane s socialnim in gospodarskim razvojem. 
V praksi je prekrivanje teh obsežnih zaščitenih območij z naseljenimi območji privedlo do vzajemnega poseganja v habitate. Zaščitene prostoživeče živalske vrste so vstopile na kmetijska območja, uničile pridelke in ubijale živino. Kot odgovor na to je Butan uvedel sistem zavarovanja, začel graditi alarmne ograje na sončno energijo, stražne stolpe in razsvetljavo ter zagotovil krmo in solne lize zunaj poselitvenih območij, da bi spodbudil živali, da ostanejo zunaj. 
Ogromna tržna vrednost glive Ophiocordyceps sinensis, pridobljene iz divjine, je prav tako povzročila netrajnostno izkoriščanje, ki se zelo težko regulira.  Že tisočletja jo uporabljajo v tradicionalni medicini na daljnega vzhoda.

### Upravno-administrativna delitev
Butan je razdeljen na dvajset dzongkhagov (okrajev), ki jih upravljajo organi imenovani »Dzongkhak Tshokdu«. V določenih thromde (urbanih občinah), je občinska administracija neposredno podrejena nadrejeni okrajni administraciji. V večini ruralnih skupnosti, ruralne občine (gewog) (skupina vasi) upravljajo organi imenovani Geog Tshokde.
Prav tako gewog izvoli predstojnike, imenovane gups, podpredsednike, ki se imenujejo mangmis, ki prav tako sedijo na okrajnih skupščinah Dzongkhag Tshogdu, kot tudi drugi člani Gewog Tshogde. Osnova volilnih enot v Butanu je chiwog, delitev gewogov, ki jo je določila volilna komisija.
1. Bumtang
2. Čuka (Č'huk'a)
3. Dagana
4. Gasa
5. Haa
6. Lunce
7. Mongar
8. Paro
9. Pemagacel (Pemagatcel)
10. Punaka
11. Samdrup Džongk'ar (Samdrup Jongkhar)
12. Samce (Samtse)
13. Sarpang (Sarb'ang)
14. Thimphu
15. Trašigang (Trashigang)
16. Trašijangce (Trashiyangtse)
17. Trongsa (Tongsa)
18. Tsirang
19. Vangdue Phodrang (Wangdue Phodrang)
20. Šemgang (Zhemgang)

## Demografska slika
Leta 2015 je v Butanu živelo cca 770,000 prebivalcev. Srednja starost Butancev je 24,8 let. Stopnja pismenosti je  59.5 %.

### Mesta
- Thimphu, največje mesto in prestolnica Butana.
- Damphu, upravni sedež okrožja Tsirang.
- Jakar, upravni sedež okrožja Bumthang in kraj, kjer je budizem vstopil v Butan.
- Mongar, vzhodno komercialno središče države.
- Paro, kraj mednarodnega letališča.
- Phuntšoling, trgovsko središče Butana.
- Punakha, stara prestolnica.
- Samdrup Džongkhar, jugovzhodno mesto na meji z Indijo.
- Trašigang, upravni sedež okrožja Trashigang, najbolj naseljene četrti v državi.
- Trongsa, v osrednjem Butanu, ki ima največje in najbolj veličastne med vsemi dzongs v Butanu.

## Kultura
Butan ima bogato in edinstveno kulturno dediščino, ki je večinoma ostala nedotaknjena zaradi njegove izolacije od ostalega sveta do sredine 20. stoletja. Ena glavnih atrakcij za turiste je kultura in tradicija države. Butanska tradicija je globoko preplavljena s svojo budistično dediščino . Hinduizem je druga najbolj prevladujoča religija v Butanu, ki je najbolj razširjena v južnih regijah . Vlada si vse bolj prizadeva za ohranjanje in vzdrževanje sedanje kulture in tradicije države. Zaradi pretežno neokrnjenega naravnega okolja in kulturne dediščine je Butan označen kot zadnja Šangri-la. 
Medtem ko so državljani Butana svobodni pri potovanju v tujino, Butan za mnoge tujce velja za nedostopnega. Drug razlog za to da je težje dosegljiv cilj je strošek, ki je za turiste visok. Vstop je brezplačen za državljane Indije, Bangladeša in Maldivov, vsi drugi tujci se morajo prijaviti pri butanskem organizatorju potovanj in plačati okoli 250 USD na dan, da ostanejo v državi, ta pristojbina pa pokriva večino stroškov vodenja, potovanj, nastanitev in prehrane.. Butan je leta 2011 obiskalo 37.482 turistov, od tega 25 % za srečanja, spodbude, konference in razstave.  V letu 2018 je bilo teh že okoli 150.000.
Butan je prvi narod na svetu, ki je prepovedal kajenje. Po Zakonu o nadzoru tobaka v Butanu 2010 je bilo prepovedano kaditi v javnosti ali prodajati tobak. Kršitelji so kaznovani z denarno kaznijo v višini 232 $ - mesečno plačo v Butanu.

### Noša
Narodna obleka za butanske moške je gho, halja do kolen, ki je v pasu vezana s pasom iz blaga, znanim kot kera. Ženske nosijo gleženjsko obleko, kiro, ki je speta z dvema enakima broškama, imenovanima koma in je zvezana v pasu kot kera. Spremljevalka kire je bluza z dolgimi rokavi, wonju, ki se nosi pod kiro. Oblačilo v obliki jakne z dolgimi rokavi, toego se nosi preko kire. Rokavi obeh se zložijo skupaj na manšeti navzven.
Socialni status in razred določata teksturo, barve in okrasje, ki krasi oblačila. Različno obarvane rute, znane kot rachu za ženske (rdeča je najpogostejša barva) in kabne za moške, so pomembni kazalci družbenega položaja, saj je Butan tradicionalno fevdalna družba. Nakit večinoma nosijo ženske, še posebej med verskimi prazniki (tšeču) in javnimi srečanji. Da bi okrepili identiteto Butana kot neodvisne države, butanski zakon zahteva, da vsi uslužbenci vlade Butana na delovnem mestu nosijo nacionalno obleko in da vsi državljani nosijo nacionalno obleko, medtem ko obiskujejo šole in druge vladne službe, čeprav se že mnogi državljani, zlasti odrasli, odločijo nositi običajno obleko.

### Arhitektura
Butanska arhitektura ostaja izrazito tradicionalna, saj uporablja metode gradnje iz zbite zemlje in protja, kamnitih zidakov in zapletene obdelave lesa okrog oken in streh. Tradicionalna arhitektura ne uporablja žebljev ali železnih palic v gradbeništvu. Za regijo je značilna vrsta grajske utrdbe, znane kot dzong.
Od antičnih časov so dzongi služili kot verski in sekularni upravni centri za svoja okrožja.
Univerza v Teksasu v El Pasu v Združenih državah je sprejela butansko arhitekturo za svoje stavbe v kampusu, prav tako pa tudi bližnji hotel Hilton Garden Inn in druge zgradbe v mestu El Paso.

### Kuhinja
Riž (rdeči riž), ajda in vedno bolj koruza so jedi butanske kuhinje. Lokalna prehrana vključuje tudi svinjsko, goveje, jakovo meso, piščanca in jagnje. Pripravljajo se juhe in enolončnice z mesom in sušene zelenjave, začinjene s čilijem in sirom. Ema datshi, ki je zelo začinjena s sirom in čiliji, se lahko imenuje nacionalna jed za njeno vseprisotnost in ponos, ki ga Butanci gojijo za to. Mlečna živila, zlasti maslo in sir jakov in krav, so prav tako priljubljena, pravzaprav se skoraj vse mleko spremeni v maslo in sir. Priljubljene pijače so masleni čaj, črni čaj, lokalna pijača ara (riževo vino) in pivo.